# Bulbophyllum
Bulbophyllum és el gènere d'orquídies que té assignades major nombre d'espècies, unes 1.800 espècies d'orquídies monopòdiques d'hàbit epífits, de la subtribu Bulbophyllinae, de la família (Orchidaceae). Es troben en les selves ombrívoles i humides de l'Índia, sud de la Xina, Filipines i Papua Nova Guinea, però també es troben en l'Àfrica tropical i a Amèrica central i Amèrica del Sud tropicals.